# Моисей Жаркович
Моисей Жаркович (на сръбски: Мојсије Жарковић) е сръбски православен духовник, архимандрит, игумен на Хилендарския манастир в периода 1992 – 2010 година.

## Биография
Роден е на 10 февруари 1923 година във Валевска Каменица, близо до Валево, в Сърбия в религиозното семейство на Светозара и Зорки със светското име Станислав Жаркович.
За неговото духовно възпитание е пример отец Николай Велимирович.
Переди да започне Втората световна война Станислав Жаркович става послушник в манастира Жича. В 1947 година е подстриган в монашество по време на Рождеството. През 1949 година бива ръкоположен като йеромонах.
В братството на Хилендарския манастир е приет в 1964 година, а в 1986 година става член на манастирския Свещен събор. Преди избирането му за игумен е послушник на антипросопа на манастира в светата обител в Света гора.
На 24 ноември 1992 г. е избран за Игумен. Тържественото възшествие на древния хилендарски игуменски трон и приемане на духовното ръководство на братята се състои на следващия ден след празника Введение на Пресвета Богородица в Храма на 5 декември 1992 година. Помага за обновяването на манастира. По време на неговото управление се чества 800-годишнината от основаването на манастира.
Умира на 21 март 2010 година в Хилендарския манастир.